# Смигунов, Виктор Иванович
Виктор Иванович Смигунов (укр. Віктор Іванович Смігунов; род. 28 января 1962, Донецк) — советский и украинский футболист и тренер. Выступал на позиции защитника. Мастер спорта СССР. Мастер спорта Украины.

## Биография
Учился в школе № 18 города Донецка. Занимался в футбольной школе донецкого «Шахтёра» (1972—1978). Первые тренеры — Пётр Пономаренко и Владимир Шейко.
Играл в дублирующем составе «горняков», но в 1980 году перешёл в череповецкий «Строитель» из Второй лиге СССР, где и начал свою футбольную карьеру.
В 1982 году вернулся в «Шахтёр», но в основном выступал за дублирующий состав. В течение трёх месяцев проходил срочную службу в армии. Был удостоен звания мастера спорта СССР. Из-за травм в 1986 году перешёл в горловский «Шахтёр», за который играл в течение двух сезонов во Второй лиге.
По приглашению Анатолия Заяева с 1988 по 1991 год защищал цвета симферопольской «Таврии» в Первой лиге СССР, будучи основным игроком в течение четырёх сезонов.
Накануне старта первого чемпионата независимой Украины вновь вернулся в «Шахтёр» из Донецка. Вместе с командой стал вице-чемпионом Украины сезона 1993/94 и был участником Кубка УЕФА 1994/95. В этот период ему было присвоено звание мастера спорта Украины
В середине сезона 1995/96 перешёл в «Таврию», где играл до 2000 года в качестве основного игрока. Был включён интернет-порталом Football.ua в список 50 лучших игроков «Таврии» за всю историю клуба.
После завершения карьеры игрока начал тренерскую деятельность. С 2000 по 2014 год работал на различных должностях и позициях в симферопольской «Таврии».
С 2014 года — председатель Детско-юношеской футбольной лиги Крыма, а с 2015 года — сотрудник комитета детско-юношеского футбола в Крымском футбольном союзе. Главный тренер юношеской сборной Республики Крым (2015—2017). В 2017 году получил тренерскую лицензию категории «А».
Сын, Кирилл Смигунов, также стал футболистом и тренером.

## Достижения
- Серебряный призёр чемпионата Украины: 1993/94

## Награды
- Почётная грамота Президиума Верховной Рады Автономной Республики Крым (2010)[2]
- Благодарность Председателя Государственного Совета Республики Крым (2016)[2]
- Почётная грамотой Министерства спорта Республики Крым (2019)[2]